# Comunitatea românilor din Spania
„Comunitatea Românilor din Spania” (sau sub titulatura oficială „Comunidad Rumanos en España” — ONG a românilor din Regatul Spaniei) a fost fondată sub numele Uniunea Mondială a Românilor Liberi, filiala Spania (fondată de către omul politic Ion Rațiu). În 2005 această organizație se transformă în "Comunitatea Românilor din Spania".
Între anii 1992-2002 a ajutat la instalarea și integrarea primilor "coloni" emigranți români. Programele socio-culturale ale organizației fiind remarcate de presă și autoritățile spaniole. Comunitatea Românilor din Spania, prin proiectele sale a facilitat închirieri de locuințe, înscrierea gratuită a copiilor români în grădinițe, școli, apărarea drepturilor fundamentale, traducerii gratuite la centrele de azil politic, judecătorii, centre penitenciare, comisariate de poliție, ori ale "Gărzii Civile Spaniole". Din 2005 acordă împreuna cu ONG-ul A Flor de Piel, în cadrul Galei Premiilor Comunității Românilor din Regatul Spaniei premiile și diplomele de onoare. Dintre laureați se pot enumera printre alții:
- Traian Băsescu - Președintele României

CRS organizează din 2004 "Concursul Miss Diaspora România - Spania" împreuna cu TVR și Fundația PRO FAMILIA. În 2008 au organizat o ofrandă de flori pentru comemorarea victimelor emigranților români din Spania la atentatul terorist din 11 martie, prin a depune săculeți de pământ adus din România, la rădăcina unor copăcei din "Pădurea Celor care Lipsesc" din "Parcul Retiro" din Madrid.